# جحر الذئب
جُحْر الذِئب هو نوع من شراك الغفلة أو العوائق الدفاعية. يتكون كل جحر ذئب من حفرة مخروطية يبلغ عمقها حوالي 2 متر (6 قدم 7 بوصات) وعرضها من 1.2 إلى 2 متر (3.9 إلى 6.6 قدم) في الأعلى. في قاع الحفرة، تُدقّ أوتاد مستدقة الرأس (أوتاد خشبية).